# Sân bay quốc tế Sevastopol
Sân bay quốc tế Sevastopol "Belbek" (tiếng Ukraina: Міжнародний аеропорт "Бельбек", tiếng Krym Aqyar-Belbek Halqara Ava Limanı; tiếng Nga: Международный аэропорт "Севастополь") (IATA: UKS, ICAO: UKFB) là một sân bay ở Sevastopol, Ukraina.

## Lịch sử
Sân bay lần đầu tiên được xây dựng vào tháng 6 năm 1941, trong năm đầu tiên của Thế chiến II. Ban đầu nó chứa một đơn vị không quân. Ban đầu sân bay được xây dựng mà không có một đường băng có bề mặt gia cố cứng, sau khi chiến tranh sân bay đã được nâng cấp đường băng bê tông, nhưng vẫn chỉ được sử dụng bởi quân đội. Trong nửa cuối thập niên 1980, sau khi Mikhail Gorbachev lên nắm quyền, sân bay đã được cải thiện đáng kể, do sân bay sẽ được sử dụng bởi ông khi đi du lịch đến các dacha tổng thống trên bờ biển phía nam của bán đảo Crimea, gần mũi Foros. Sau đó nó cũng được phép sử dụng sân bay cho mục đích dân sự.
Tên ban đầu của sân bay đến từ các sông Belbek, ở phía tây nam của bán đảo Crimea. sân bay này nằm bên cạnh bờ biển, trong khu vực Nakhimovsky của Sevastopol, phía bắc trung tâm thành phố, gần khu phố Lyubimovka lân cận.
Kể từ tháng 7 năm 2002, sân bay đã được sử dụng cũng cho hàng không dân dụng. Trong tháng 12 năm 2002, sân bay đã nhận được một giấy phép cho các chuyến bay quốc tế. Từ năm 2002 và 2007 trên 2.500 chuyến bay được thực hiện, trong đó vận chuyển về 25.000 hành khách.
Trong năm 2007, các chuyến bay dân sự đã bị đình chỉ lại. Tuy nhiên, trong mùa xuân năm 2009 người ta công bố nối lại các chuyến bay dân dụng sẽ được thực hiện trong tương lai gần. Đến nay, các dịch vụ dân sự đã không bắt đầu được nêu ra.
Sử dụng sân bay quân sự tiếp tục cho đến ngày nay, là một căn cứ không quân tiêm kích quân sự. Trong năm 1996, Su-15TM nhân đã được thay thế bởi những chiếc Su-27, và hiện là 204 Lữ đoàn Hàng không dựa trên máy bay chiến thuật MiG-29.

## Hãng hàng không và tuyến bay
| Hãng hàng không | Các điểm đến                          |
| --------------- | ------------------------------------- |
| Dniproavia      | Dnipro, Kyiv-Boryspil, Moscow-Vnukovo |